# Émeric Crucé
 (août 2022).
Si vous disposez d'ouvrages ou d'articles de référence ou si vous connaissez des sites web de qualité traitant du thème abordé ici, merci de compléter l'article en donnant les références utiles à sa vérifiabilité et en les liant à la section « Notes et références ».

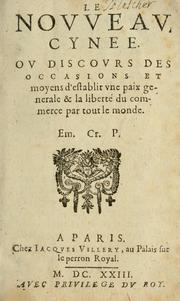
Le Nouveau Cynée, édition de 1623.

Émeric Crucé ou Émeric de la Croix (1590 ? - 6 décembre 1648), fils d'un ancien ligueur, Odin Crucé, est un moine français ; des rares éléments connus le concernant, on peut le supposer d’origine modeste. Il enseigna dans un collège parisien dans la période qui suit les guerres de religion.

## Biographie
Émeric Crucé publie en 1623 le Nouveau Cynée ou Discours d'Estat représentant les occasions et moyens d'establir une paix générale et la liberté de commerce pour tout le monde. Il tire ce titre du nom de Cinéas, conseiller de Pyrrhus, roi des Molosses (318-272 av. J.-C.), qui incarne selon Plutarque l'homme politique prioritairement animé du désir de paix.
Crucé fait effectivement de la paix l’axe de sa pensée philosophique et politique. Son pacifisme est radical, et il le tient comme la valeur suprême de l’ordre international qu’il préconise. Et pour préserver résolument la Paix, il imagine une Assemblée permanente des Princes ou de leurs représentants, siégeant à Venise et ayant obligation de régler les conflits.
Crucé lie ses perspectives d’unification solidaire des États à des objectifs tant sociaux qu’économiques et politiques pour les princes et les peuples concernés. Ainsi son projet se conçoit-il dans un contexte de libre-échange encore plus révolutionnaire qu’il n’y paraît, puisque reposant lui-même sur une monnaie commune et un système commun de poids et mesures. Il ajoute une responsabilité sociale de l’État dans la nécessité du bien public, l’obligeant pour cela même à financer certaines activités.
Il va encore plus loin en ne faisant pas du christianisme le ciment de sa fédération qui demeure de la sorte un concept politique et économique en dehors des cloisonnements spirituels eux-mêmes. Il associe "Turcs, Persans, Français, Espagnols, Juifs ou Mahométans". Et pour éviter une éventuelle suprématie chrétienne, s’il donne au Pape une primauté sur les trois coprinces, celui-ci est immédiatement suivi dans l’ordre des préséances par le Sultan ottoman puis l’Empereur.
Son pacifisme débouche sur un ordre universel ; le Pouvoir tel qu’il le conçoit et l’organise, engendre et garantit la Paix aux hommes, seuls vecteurs de prospérité. Ses idées l’opposent à celles de Jean Bodin (1529-1596), dont les théories politiques sont axées sur la souveraineté des États, reconnaissant à la guerre une nécessité économique et un moyen de préserver la paix intérieure. En définitive, l'œuvre présente une certaine hauteur de vues, mais ne serait pas exempte de naïveté et d'irréalisme dans la mise en œuvre.